# جیمپیتی
جیمپیتی (قزاقی: Жымпиты، جىمپيتى) یک شهرک در قزاقستان است که در استان قزاقستان غربی واقع شده‌است. این شهرک ۴۹۳۱ نفر جمعیت دارد.